# Andreas Hagara
Andreas Hagara (Viena, 19 de mayo de 1964) es un deportista austríaco que compitió en vela en la clase Tornado. Su hermano Roman también compitió en vela.
Ganó tres medallas en el Campeonato Mundial de Tornado entre los años 1987 y 1996, y  medallas en el Campeonato Europeo de Tornado entre los años 1990 y 2003.  Participó en dos Juegos Olímpicos de Verano, ocupando el séptimo lugar en Barcelona 1992 y el cuarto en Atlanta 1996.

## Palmarés internacional
| \| Campeonato Mundial \| Campeonato Mundial \| Campeonato Mundial \| Campeonato Mundial \| \| Año \| Lugar \| Medalla \| Clase \| \| ------------------ \| --------------------------- \| ------------------ \| ------------------ \| \| 1987 \| Kiel (RFA) \| Medalla de oro \| Tornado \| \| 1990 \| Medemblik (Países Bajos) \| Medalla de bronce \| Tornado \| \| 1999 \| Vallensbæk (Dinamarca) \| Medalla de plata \| Tornado \| \| Campeonato Europeo \| \| \| \| \| Año \| Lugar \| Medalla \| Clase \| \| 1990 \| Breitenbrunn (Austria) \| Medalla de oro \| Tornado \| \| 1993 \| Helsinki (Finlandia) \| Medalla de plata \| Tornado \| \| 1995 \| Kiel (Alemania) \| Medalla de plata \| Tornado \| \| 1996 \| Attersee (Austria) \| Medalla de oro \| Tornado \| \| 1998 \| Porto Carras (Grecia) \| Medalla de plata \| Tornado \| \| 1999 \| Puerto de Pollensa (España) \| Medalla de plata \| Tornado \| \| 2000 \| Allassio (Italia) \| Medalla de bronce \| Tornado \| \| 2003 \| Cagliari (Italia) \| Medalla de oro \| Tornado \| |                             |                   |         |
| Campeonato Mundial |                             |                   |         |
| Año | Lugar                       | Medalla           | Clase   |
| 1987 | Kiel (RFA)                  | Medalla de oro    | Tornado |
| 1990 | Medemblik (Países Bajos)    | Medalla de bronce | Tornado |
| 1999 | Vallensbæk (Dinamarca)      | Medalla de plata  | Tornado |
| Campeonato Europeo |                             |                   |         |
| Año | Lugar                       | Medalla           | Clase   |
| 1990 | Breitenbrunn (Austria)      | Medalla de oro    | Tornado |
| 1993 | Helsinki (Finlandia)        | Medalla de plata  | Tornado |
| 1995 | Kiel (Alemania)             | Medalla de plata  | Tornado |
| 1996 | Attersee (Austria)          | Medalla de oro    | Tornado |
| 1998 | Porto Carras (Grecia)       | Medalla de plata  | Tornado |
| 1999 | Puerto de Pollensa (España) | Medalla de plata  | Tornado |
| 2000 | Allassio (Italia)           | Medalla de bronce | Tornado |
| 2003 | Cagliari (Italia)           | Medalla de oro    | Tornado |